# Vikinška krožna utrdba
Vikinška krožna utrdba ali utrdba tipa Trelleborg je vrsta okrogle utrdbe posebne zasnove, zgrajene v Skandinaviji v vikinški dobi. Skupaj so lahko znane tudi kot trelleborgs. Te utrdbe imajo strogo krožno obliko, s cestami in vrati, ki kažejo v štirih smereh sveta. Včasih so delno obkrožene z naprednejšim obzidjem, čeprav ne vedno krožno.
Trenutno je skupno sedem znanih vikinških krožnih utrdb, ki so na Danskem in v Skaniji na Švedskem. Mnoge od njih so datirane v obdobje vladavine Harolda Modrozobega Danskega, ok. 980-ih. Njihov natančen namen je predmet razprave.

## Etimologija
Ta posebna vrsta utrdbe je dobila ime po prvem odkritem primeru: Trelleborg pri Slagelseju, izkopanem v letih 1936–1941. Tradicionalno je bilo ime trelleborg prevedeno in razloženo kot »trdnjava, ki so jo zgradili sužnji«, saj je bila staronordijska beseda za sužnja thrall (sodobna beseda je træl v danščini in träl v švedščini), borg pa pomeni utrdba ali mesto. Verjetna razlaga je tudi beseda trel (mn. trelle) in se nanaša na lesene drogove, ki pokrivajo obe strani zaščitnih okroglih sten.

## Zgodovina
Okrog leta 974 je danski vikinški kralj Harald Modrozobi izgubil nadzor nad Danevirkejem in deli južne Jutlandije v roke Sasov. Celoten kompleks utrdb, mostov in cest, ki so bili zgrajeni okoli leta 980, nekateri domnevajo, da je Haraldovo delo in del večjega obrambnega sistema. Utrdbe podobne zasnove in datuma so bile najdene okoli drugih starih mest v Skandinaviji, na primer v Aarhusu, vendar nimajo popolne krožne oblike izrazitih obročastih trdnjav. Večina utrdb je bila datirana v obdobje vladavine Haralda Modrozobega, ki je trajalo od ok. 958 do 986. Utrdba v Borgebyju pa je datirana v ok. 1000, čeprav natančen datum ni določen, je možno, da je bila zgrajena tudi kot del njegovega prizadevanja za utrdbo.
Natančen namen utrdb ni znan. Nekateri zgodovinarji trdijo, da so delovale kot vojašnice ali poligoni za usposabljanje v času Svena Vilobradega. Vendar je bolj verjetno, da so bile mišljene kot obrambne utrdbe ob strateških trgovskih točkah in/ali upravnih postojankah nastajajoče države. Soren Sindbæk je ponudil hipotezo, da so utrdbe lokalnemu prebivalstvu omogočale, da so znotraj obzidja iskali zavetje pred sovražnikom, medtem ko so čakali na pomoč prijateljskih sil od daleč; to pomeni, da so utrdbe pomagale Haraldu Modremu nadzorovati obsežno ozemlje in poslati svojo vojsko na določen del svojega ozemlja, ne da bi skrbel, da bodo nebranjeni deli osvojeni ali izropani. Drugi so razpravljali o tem, ali so bile utrdbe obrambne strukture, vojaške utrdbe ali so služile predvsem kot vojašnice, pa tudi o gospodarskem, verskem in simbolnem pomenu utrdb.
Številne utrdbe so bile do konca vikinške dobe zapuščene. Več jih je bilo obdanih z drugimi naselji, kot je Nonnebakken, ki zdaj leži pod Odensejem, in Trelleborgen pod mestom Trelleborg. Druge so bile pozabljene in so se umaknile v pokrajino. Sodobno ponovno odkrivanje teh najdišč se je začelo v 1930-ih z izkopavanjem Trelleborga. Od takrat je bilo v vikinških krožnih utrdb uradno priznanih skupno sedem mest. Možna osma lokacija v Helsingborgu je bila predlagana leta 2009 po arheoloških izkopavanjih od leta 1987. Krožna utrdba Helsingborg je bila morda največja od vseh s premerom 270 m. Predlagano je bilo tudi drugo mesto v Ryggeju, vendar ni potrjeno.
Podobne strukture so bile najdene po vsej severni Evropi, zlasti na Irskem, vendar nobena od njih nima tako stroge in natančne geometrijske zasnove kot skandinavske krožne utrdbe. Na obalah Nizozemske in Belgije so krožni gradovi z določenimi podobnostmi. Na otoku Walcheren, na primer, obstajajo ostanki gradu z vrati v štirih točkah kompasa v kombinaciji z ulicami. Podobne utrdbe je mogoče najti v Angliji, na primer Warham Camp. Te na splošno izvirajo približno iz časa rimskega osvajanja keltske Britanije in so ležale v ruševinah več sto let pred gradnjo vikinških krožnih utrdb.
Danska in Švedska trenutno zaprosita za vpis vikinških krožnih utrdb na Unescov seznam svetovne dediščine.

## Seznam vikinških krožnih utrdb
Potrjeno
- Aggersborg blizu Aggersunda na Danskem.
- Borgeby severno od Lunda v Skaniji na Švedskem.[9]
- Borrering blizu mesta Køge na Danskem.[10]
- Fyrkat blizu Hobra na Danskem.
- Nonnebakken v Odenseju na Danskem.[11]
- Trelleborg pri Slagelseju na Danskem.
- Trelleborgen v Trelleborgu, Scania, Švedska.[12][13]

Domnevno
- Helsingborg v Scanii na Švedskem.
- Rygge (59.38712°N 10.7062°E) v Østfoldu na Norveškem.

## Primerjava sedmih utrdb
Vikinške krožne utrdbe se jasno razlikujejo od drugih vrst utrdb iz vikinške dobe. Za razliko od drugih okroglih utrdb iz tega obdobja so krožne utrdbe, ki sledijo modelu Trelleborg, zgrajene po strogo geometričnem načrtu in merjene z rimsko nogo. Koničasta dna jarkov so še en element, ki so si ga izposodili od starih Rimljanov. Vse take utrdbe so imele podobno zasnovo, »popolnoma okrogle z vrati, ki se odpirajo na štiri strani neba in dvorišče, razdeljeno na štiri področja, ki so vsebovala velike hiše, postavljene v kvadratni vzorec.«
Datiranje z dendrokronologijo je pokazalo, da je bil les, uporabljen za gradnjo Trelleborga, posekan jeseni leta 980 in tako uporabljen za gradnjo predvidoma spomladi leta 981. Precej kratek čas gradnje in popolno pomanjkanje kakršnihkoli znakov vzdrževanja kažeta le kratko uporabo zgradb, morda pet let, vendar težko več kot dvajset. Ostale so datirane približno v isti čas. Fyrkat je morda malo starejša, Aggersborg nekoliko mlajša. Na drugih najdiščih ni bilo najdenega dovolj za natančno datiranje, vendar sta konstrukcija in postavitev Trelleborgov v Slagelseju, Fyrkatu, Aggersborgu, Nonnebakkenu pod Odensejem in utrdbe pod sodobnim Trelleborgom na Švedskem tako podobni, da se verjame, da jih je najverjetneje zasnoval isti posameznik.
| Ime          | Notranji premer | Okop širina | Število hiš | Dolžina hiš | Položaj                                       | Leto odkritja | Leto gradnje |
| ------------ | --------------- | ----------- | ----------- | ----------- | --------------------------------------------- | ------------- | ------------ |
| Aggersborg   | 240 m           | 11 m        | 48          | 32,0 m      | 56°59′44″N 9°15′18″E / 56.99556°N 9.25500°E   |               | 975–980      |
| Borgeby      | 150 m           | 15 m        |             |             | 55°45′05″N 13°02′12″E / 55.75139°N 13.03667°E | 1997          |              |
| Borrering    | 122 m           | 10–11 m     |             |             | 55°28′11″N 12°7′19″E / 55.46972°N 12.12194°E  | 2014 (1875)   |              |
| Fyrkat       | 120 m           | 13 m        | 16          | 28,5 m      | 56°37′24″N 9°46′14″E / 56.62333°N 9.77056°E   | 1950          | 980          |
| Nonnebakken  | 120 m           |             |             |             | 55°23′32″N 10°23′17″E / 55.39222°N 10.38806°E | 1953          | 980–1000     |
| Trelleborg   | 136 m           | 19 m        | 16 (30)     | 29,4 m      | 55°23′39″N 11°15′55″E / 55.39417°N 11.26528°E | 1936          | 981          |
| Trelleborgen | 112 m           |             |             |             | 55°22′34″N 13°08′51″E / 55.3762°N 13.1476°E   | 1988          | c. 800       |

## Galerija
- Slika Fyrkata iz zraka
- Rekonstrukcija tipične stavbe v Fyrkatu
- Rekonstrukcija obzidja utrdbe v Trelleborgu.